# Anthinora
Anthinora là một chi bướm đêm thuộc họ Gelechiidae.